# Едді і «Мандрівники»
Едді і «Мандрівники» (англ. Eddie and the Cruisers) — американська мелодрама 1983 року.

## Сюжет
Меггі Фоулі — репортер, що бере інтерв'ю у членів групи «Мандрівники», чия музика знову увійшла в моду. Група мала величезний успіх на початку шістдесятих, але виникли проблеми з представниками музичного бізнесу, і незабаром після цього Едді пропав безвісти, його машина була знайдени в річці, але тіло не знайшли, тому зникнення Едді стало обростати легендами. І ось майже через двадцять років стає відомо що хтось розшукує невидані останні записи його групи, по всьому схоже, що цей хтось, ніхто інший як сам Едді.

## У ролях
- Том Беренджер — Френк Ріджуей
- Майкл Паре — Едді Вілсон
- Джо Пантоліано — Док Роббінс
- Меттью Лоранс — Сел Амато
- Хелен Шнайдер — Джоан Карліно
- Девід Вілсон — Кенні Хопкінс
- Майкл Антунес — Венделл Ньютон
- Еллен Баркін — Меггі Фоулі
- Кенні Венс — Лью Елсон
- Джон Стоквелл — Кейт Лівінгстон
- Джо Кейтс — Лоїс
- Беррі Сенд — Баррі Сігел
- Вебе Борге — Джеррі Ріверс